# Kyodai Hero
Kyodai Hero (巨大ヒーロー Kyodai Hīrō?, Héroe Gigante) es un género televisivo en el tokusatsu que incluye superhéroes o robots japoneses que tienen la habilidad de crecer a estaturas inmensas para pelear contra monstruos gigantes, o que son originalmente gigantes como parte de sus vidas. El Kyodai Hero o héroe gigante es el género de superhéroes más ampliamente popular en Japón. El primero y más famoso de los Kyodai Hero es Ultraman, que hizo su debut en 1966. Desde ese momento, Ultraman ha ayudado a proliferar el género de héroes gigantes con incontables programas, franquicias y películas tales como ¡Ike! Godman o Iron King.

## Década de 1960
El género de Kyodai hero comenzó inicialmente con Godzilla en la película Ghidrah, el monstruo de tres cabezas. Godzilla aparece allí inicialmente como un desastre natural personificado, pero en el transcurso de las muchas batallas de monstruos de la franquicia cinematográfica, gradualmente es puesto en la posición de protector de la raza humana, un tropo clave del género de Kyodai Hero. Aunque Godzilla estableció el concepto menor del héroe gigante, el género comenzó en un sentido técnico con la adaptación a acción en vivo de Monstruos del espacio de Osamu Tezuka hecha por P-Productions, y que precedió por seis días a la popular franquicia de Ultraman. Ultraman fue creado por el director y supervisor de efectos especiales de las películas de Godzilla, Eiji Tsuburaya. 
Ultraman, una serie secuela de la serie previa de tokusatsu de kaiju, Ultra Q, se hizo muy popular rápidamente en su emisión inicial, a un punto tal que Tsuburaya Productions produjo otra secuela del programa, Ultraseven, el segundo programa de Kyodai Hero jamás producido: esta serie introdujo otra característica típica del género: un héroe que lucha principalmente contra alienígenas y sus monstruos subordinados durante todo el programa. Ultraseven fue el último programa de tokusatsu de Kyodai Hero que Eiji Tsuburaya produjo, pues murió en 1970. A partir de entonces, el aumento de la popularidad de Ultraman fue tanto que Tsuburaya Productions decidió revivir la franquicia en 1970 con El regreso de Ultraman, creando así una serie de programas de Ultraman que continúa hasta el día de hoy, conocidos como las Ultraseries.

## Década de 1970
Los años 70 fueron testigos del crecimiento de los programas de Tokusatsu y de Kyodai Hero, que coexistieron y ayudaron a dar forma a las películas kaiju de la época. Tsuburaya Productions reinició la serie Ultraman con El regreso de Ultraman. Esto reavivó un gran interés de los estudios por producir sus propios programas de tokusatsu. Muchos de los programas de tokusatsu de la época de los años 70 se centraron principalmente en héroes gigantes como Spectreman o Super Robot Red Baron. Para 1975 los programas de Tokusatsu eran ya muy populares en toda Asia. Toho Studios creó incluso a su propio héroe gigante para que luchara junto a Godzilla, Jet Jaguar en la película Godzilla vs. Megalon e introdujo muchos otros héroes de Tokusatsu a lo largo de los años 70, entre ellos Godman, Megaloman y Greenman . En Hong Kong, Shaw Brothers Studio producía también su propio héroe Henshin/Kyodai con El Súper Inframan. Aunque estilísticamente era más parecido a Kamen Rider, Inframan mezclaba elementos del Kyodai Hero en su estructura, permitiendo que el héroe titular creciera hasta alcanzar un tamaño gigantesco.

## Estilo y técnicas
El género de Kyodai Hero generalmente se centra en un humano (que es o bien anfitrión del héroe o simplemente una forma humana) que se transforma en el héroe epónimo, generalmente un cyborg orgánico, androide o robot, y crece hasta alcanzar un tamaño gigantesco para así luchar contra monstruos o extraterrestres gigantes. Las técnicas de efectos especiales suelen utilizar modelos a escala y el llamado suitmation (actores utilizando disfraces).

## Lista de personajes delKyodai Hero
- Ultraman y el resto de su tipo, de las Ultra Series
- Embajador Magma (de Monstruos del espacio)
- Daitetsujin 17
- Alien Emerald Kain (de Jumborg Ace)
- Fireman
- Ganbaron
- Giant Robo (tokusatsu)
- Godman
- Greenman
- Gridman (adaptado en los EE UU como Superhuman Samurai Syber Squad)
- Iron King
- Monster Prince
- Izenborg
- Jaguarman (de una serie televisiva abortada)
- Jet Jaguar (de Godzilla vs Megalon)
- Jumborg 9 (de Jumborg Ace)
- Jumborg Ace
- Line
- Mach Baron
- Majin Hunter Mitsurugi
- Megaloman
- Mikazuki
- Mirrorman
- Mirrorman Reflex
- Red Baron
- Redman
- Silver Kamen
- Spectreman
- Thunder Mask
- WoO
- Zone Fighter